# Cyperus rohlfsii
Cyperus rohlfsii är en halvgräsart som beskrevs av Johann Otto Boeckeler. Cyperus rohlfsii ingår i släktet papyrusar, och familjen halvgräs. Inga underarter finns listade i Catalogue of Life.